# 柳田伸明
柳田 伸明（やなぎだ のぶあき、1970年12月9日 - ）は、東京都出身の元サッカー選手、サッカー指導者である。現役時代のポジションはミッドフィールダー。

## 来歴
1998年に現役を引退後、水戸ホーリーホックコーチを経て、2000年より当時J2の大分トリニータにU-18コーチとして加入した。以降16年間に渡り、トップチーム、下部組織、強化部など様々なカテゴリで大分のスタッフを務めた。2011年からは強化部、育成部の一本化にともない設立された強化・育成部の部長に就任した。チームの強化、下部組織を同時に任される事となった。
2015年、開幕から大分が低迷しJ3リーグ降格の危機を迎えた事から、5月20日にトップチームコーチに強化育成部長を兼任する形で就任した。2010年以来5年ぶりの現場復帰となった。その後もチーム状況は好転しなかったことで、6月1日に監督の田坂和昭を解任し、監督代行を経て7月2日に監督に就任した。前監督とは打って変わってスターティングメンバーを殆ど固定し、選手の自主性を重視する戦術を採った。7月には3勝を挙げるなど一時的に復調は果たすが、その後4連敗を喫するなど完全に復調するまでには至らず、降格圏内から抜け出せない状況が続いた。結局、最後は4連敗でリーグ戦を終え最終成績は21位に終わった。J2・J3入れ替え戦でFC町田ゼルビアに2戦2敗に終わり、J3リーグ降格が決定した。この責任を取る形で翌12月7日、大分の監督を退任することを発表した。その後、中国リーグ甲級・河北華夏幸福のアシスタントコーチに就任した。
2019年11月25日、アビスパ福岡の強化部長に就任すると発表された。

## 選手歴
- 1986年 - 1988年  創価高校[3]
- 1989年 - 1992年  創価大学[3]
- 1993年 - 1995年  富士通サッカー部[4]
- 1997年 - 1998年  水戸ホーリーホック[4]

## 指導歴
- 1999年  水戸ホーリーホック コーチ[4]
- 2000年 - 2015年  大分トリニータ
  - 2000年 U-18コーチ[4]
  - 2001年 - 2003年 強化担当[4]
  - 2004年 サテライトコーチ[4]
  - 2005年 U-18コーチ
  - 2005年 - 2009年 コーチ
  - 2010年 ヘッドコーチ
  - 2011年 - 2015年7月 強化育成部・部長[4]
  - 2015年5月 コーチ※
  - 2015年6月 - 7月 監督代行※[4]
  - 2015年7月 - 12月 監督
- 2016年 - 201x年 河北華夏幸福 アシスタントコーチ
- 2020年 -  アビスパ福岡 強化部長

※強化育成部・部長との兼任

## 監督成績
| 年度   | クラブ | 所属   | リーグ戦 | リーグ戦 | リーグ戦 | リーグ戦 | リーグ戦 | リーグ戦 | カップ戦   | カップ戦 |
| 年度   | クラブ | 所属   | 順位     | 勝点     | 試合     | 勝       | 分       | 敗       | ナビスコ杯 | 天皇杯   |
| ------ | ------ | ------ | -------- | -------- | -------- | -------- | -------- | -------- | ---------- | -------- |
| 2015   | 大分   | J2     | 21位     | 27       | 26       | 6        | 9        | 11       | -          | 3回戦    |
| 総通算 | 総通算 | 総通算 | -        | -        | 26       | 6        | 9        | 11       | -          | -        |

※柳田の在任期間での成績（代行時代も含む）。順位は最終順位。
- その他公式戦
  - 2015年 J2・J3入れ替え戦 - 2試合2敗